# Hubert Cecil Booth
Hubert Cecil Booth (Gloucester, 4 juli 1871 - Croydon, 14 januari 1955) was een Britse ingenieur. Hij is vooral bekend geworden als de uitvinder van de moderne stofzuiger. Evenzo voerde hij andere technische werken uit, zoals het ontwerp van sommige motoren, hangbruggen, fabrieken en rad van fortuin, ook wel reuzenwielen genoemd.

## Biografie
Hubert werd in de stad Gloucester geboren. Hij ontving zijn basisonderwijs in de hoofdschool van de stad en voltooide vervolgens zijn studie aan de Universiteit van Gloucester. Later, in 1889, studeerde hij in het Central Technical College in Londen. Daar maakte hij een driejarige opleiding waarmee hij kennis opdeed op het gebied van civiele techniek en mechanica; zijn professor was de wetenschapper William Cawthorne Unwin. Na het behalen van zijn diploma als geassocieerd lid binnen de ingenieursafdeling, besloot hij te studeren aan het Instituut voor Civiel-ingenieurs.
In december 1892 werkte hij als civiel ingenieur met het bureau van de Maudslay & Field Lords. Terwijl hij werd geassocieerd met dit bureau, Booth ontwikkelde het ontwerp van een aantal hangbruggen, evenals tekeningen van verschillende wielen van fortuin, die op beurzen in grote Europese steden als Wenen, Londen en Parijs waren geïnstalleerd. Hubert ontwierp ook een aantal motoren voor militaire schepen van de Koninklijke Marine.